# Ammochloa palaestina
Ammochloa palaestina es una especie de planta fanerógama de la familia de las Poaceas. Es originaria de Turquía.

## Descripción
Es una planta anual con culmos geniculados ascendentes, o decumbentes; de 0,5 a 8–25 cm de long. Lígula con membrana eciliata, o ausente (1). Los márgenes de las hojas cartilaginosos. La inflorescencia es una panícula; no caduca como una unidad, o caduca; exserta. 
Las florcículas fértiles tienen lemma elíptica, u ovada; membranosa, o cartonada, o coriácea. Carece de lodículas. Tres anteras. Dos estigmas; plumosos, o pubescentes. El fruto es un cariopse con pericarpio adherente; elipsoide, u oblongo; ápice rostrado.

## Distribución
Se distribuye por la cuenca mediterránea. 

## Taxonomía
Ammochloa palaestina fue descrita por Pierre Edmond Boissier y publicado en Diagnoses Plantarum Orientalium Novarum, ser. 1, 13: 52. 1854.
Etimología
Ammochloa nombre genérico que deriva de las palabras griegas ammos (arena) y chloë (hierba), en referencia a su hábitat.
palaestina: epíteto geográfico que alude a su localización en Palestina
Sinonimia
- Ammochloa palaestina var. subacaulis (Balansa ex Coss. & Durieu) Pamp.
- Ammochloa palaestina f. subacaulis (Balansa ex Coss. & Durieu) Maire & Weiller
- Ammochloa subacaulis Balansa ex Coss. & Durieu
- Ammochloa unispiculata Eig
- Dactylis palaestina (Boiss.) Steud.
- Poa cyperoides Pourr. ex Steud.
- Sesleria subacaulis (Coss. & Durieu) Balansa ex T.Durand & Schinz[4][5]